# Dags att tänka på refrängen
Dags att tänka på refrängen — шестой студийный альбом шведской поп-рок-группы Gyllene Tider, выпущенный 24 апреля 2013 года. Альбом состоит из 12 новых песен, записанных в студии Aerosol Grey Machine Studios в лене Сконе в период с ноября 2012 по январь 2013 года. Релиз выпускается в формате CD (компакт-диск) и LP (виниловая 12" пластинка).

## Об альбоме

### Название альбома
Dags att tänka på refrängen — шведская идиома, которая в переводе означает «время подумать о том, чтобы выйти из игры (или отправиться домой)». Однако, по заверению музыкантов, название альбома совсем не об этом. Шведское слово «refräng» означает также «припев» (англ. «chorus»), а припевы во многих песнях очень запоминающиеся. Кроме того, название перекликается с названием альбома группы Roxette «Don’t Bore Us, Get to the Chorus!».

### История записи
Предыдущий студийный альбом Finn 5 fel! группа записала и выпустила в 2004 году. Пластинка была приурочена к празднованию 25-летия коллектива. Тогда же Gyllene Tider отправились в гастроли по Швеции, которые посетили около 500 000 человек. В 2010 году группа собралась вновь на сцене Портового Рынка в Хальмстаде. Тогда в городе проходил концерт группы Roxette, и Пер Гессле решил сделать поклонникам сюрприз, пригласив под занавес выступления своих коллег из Gyllene Tider (см. Гастрольный тур Roxette 2010 года). Реакция зрителей была настолько бурной, что в интервью Гессле не раз намекал на то, что вернется на сцену со своей шведскоязычной группой в полном составе.
Впервые для записи альбома участники группы собрались в студии Кристофера Лундквиста «Aerosol Grey Machine Studios» в ноябре 2012 года. Тогда Пер Гессле представил собравшимся 14 демозаписей новых песен, которые он успел записать к тому моменту.

### Варианты издания
- CD
- Deluxe CD edition — двойной альбом: обычный CD + CD с записью всех демоверсий песен альбома
- LP
- Digital iTunes release (вып. 22 апреля 2013 года)

## Список композиций
| №  | Оригинальное название                                 | Перевод                                    | Слова / Музыка                          | Время |
| -- | ----------------------------------------------------- | ------------------------------------------ | --------------------------------------- | ----- |
| 1  | Det blir aldrig som man tänkt sej                     | Никогда не получается так, как ожидалось   | Пер Гессле / П.Гессле + Матс МП Перссон | 2:52  |
| 2  | Man blir yr                                           | Головокружение                             | Пер Гессле                              | 3:01  |
| 3  | Singel                                                | Сингель                                    | Пер Гессле                              | 3:01  |
| 4  | Allt jag lärt mej om livet (har jag lärt mej av Vera) | Всё, что я узнал о жизни (я узнал от Веры) | Пер Гессле                              | 2:59  |
| 5  | Tio droppar regn                                      | Десять капель дождя                        | Пер Гессле                              | 2:53  |
| 6  | Jag tänker åka på en lång lång lång lång lång resa    | Я отправляюсь в долгое-долгое путешествие  | Пер Гессле                              | 2:54  |
| 7  | Lyckopiller                                           | Счастливые пилюли                          | Пер Гессле                              | 3:07  |
| 8  | Chikaboom                                             | Чикабум                                    | Пер Гессле                              | 3:08  |
| 9  | Anders och Mickes första band                         | Первая группа Андерса и Мике               | Пер Гессле                              | 3:22  |
| 10 | Tiden är en dåre med banjo                            | Время — дурак с банджо                     | Пер Гессле                              | 3:02  |
| 11 | Knallpulver                                           |                                            | Пер Гессле                              | 2:32  |
| 12 | Dags att tänka på refrängen                           | Время подумать о возвращении домой         | Пер Гессле                              | 3:41  |

Список демоверсий на бонусном диске, вошедшим в подарочное издание:
1. Det blir aldrig som man tänkt sig (Demo 6/8 2012) /2:21/
2. Man blir yr (Demo 26/7 2012) /3:24/
3. Singel (Demo 6/12 2012) /2:11/
4. Allt jag lärt mej om livet (har jag lärt mej av Vera) (Demo 6/8 2012) /3:05/
5. Tio droppar regn (Demo 6/10 2012) /2:29/
6. Jag tänker åka på en lång lång lång lång lång resa (Demo 28/8 2012) /2:54/
7. Lyckopiller (Demo 21/6 2012) /2:53/
8. Chikaboom (Demo 6/12 2012) /3:40/
9. Anders och Mickes första band (Demo 5/10 2012) /3:23/
10. Tiden är en dåre med banjo (Demo 9/8 2012) /2:41/
11. Knallpulver (Demo 8/5 2012) /1:32/
12. Dags att tänka på refrängen (Demo 28/6 2012) /3:13/

Когда было объявлено название первого сингла, Пер Гессле написал на своей официальной странице в Facebook, что на альбоме выйдет песня под названием «Henry dansa inte disco». Однако, при оглашении полного сет-листа, этой песни не оказалось. Вероятно, она будет выпущена в качестве b-side к последующим синглам группы. На альбоме восьмым треком также числится песня «Chikaboom», измененная версия которой, «Chikaboom #2» стала би-сайдом к первому синглу с данного альбома.
Демоверсии песен из альбома также выходили в цифровом формате и доступны для покупки онлайн в рамках проекта (релиза) «The Per Gessle Archives». 15 апреля 2022 Гессле выпустил демоверсии песен из этого альбома снова (см. выше) — однако, на этот раз к ним добавилось две новые композиции:
1. 45 minuter motorväg (T&A Demo — Jan 20, 2013)
2. Lyckopiller #2 (T&A Demo — Oct 12, 2012)

### Синглы
- «Man blir yr» (вып. 12 апреля 2013 года) — vilyl 7" single (два издания: на жёлтом или на красном виниле)
  1. «Man blir yr» 3:04
  2. «Chickaboom #2» 3:54
- «Dags att tänka på refrängen» (вып. 27 июля 2013 года) — CD single + 7" single
  1. Dags att tänka på refrängen 3:42 (промосингл GTPRO 0213)

## Участники записи
- Пер Гессле — вокал, гитара
- Матс МП Перссон — гитара
- Мике «Сюд» Андерссон — ударные, бэк-вокал, перкуссия
- Андерс Херрлин — бас-гитара, бэк-вокал
- Йоран Фритцон — клавишные

Продюсерами альбома стали Кристофер Лундквист и Кларенс Эверман, продюсеры Roxette, а также гитарист и клавишник группы соответственно.

## Сертификация
Альбом находился в официальном шведском чарте альбомов семь недель подряд (с 3 мая 2013 года) на первом месте. На восьмой неделе он опустился на второе место. Альбом уже получил золотую, платиновую, дважды платиновую и трижды платиновую сертификацию по продажам.
Для сравнения, предыдущий студийный альбом группы, «Finn 5 fel!» продержался в чарте 28 недель, из которых первые шесть недель он был на первом месте, на седьмой неделе опустился на второе, но вернулся на вершину чарта к восьмой неделе. Этот альбом имеет золотую, платиновую, дважды платиновую и трижды платиновую сертификацию по продажам в Швеции.

### Чарты
| Страна   | Пиковая позиция |
| -------- | --------------- |
| Норвегия | 14              |
| Швеция   | 1               |

## Критика и отзывы прессы
- 18 марта 2013 года в день выхода первого сингла, музыкальный обозреватель шведской газеты «Expressen» Андерс Нунстед (швед. Anders Nunstedt) оценил песню на 2 балла с формулировкой «удовлетворительно» (проходной балл) (швед. godkänd, англ. passing).[6]
- Хокан Стеен (швед. Håkan Steen), обозреватель шведской газеты «Aftonbladet» оценил первый сингл на 3 из 5.[7] Другой обозреватель этой же газеты, Йенс Петерсон, в своей статье пишет, что «Gyllene Tider звучат как никогда молодо».[8]
- Йухан Линдквист (швед. Johan Lindqvist), корреспондент Гётеборгской газеты GP оценил альбом на 2 балла из 5. Он отзывается о пластинке в целом неплохо, однако пишет, что это как «археологические раскопки», с характерными для группы «запоминающимися припевами, характерными напевами „о-о-о“ и неизменным соло синтезатора farfisa».[9]

## Интересные факты
- 6 августа 2012 года Гессле записал демоверсии песен «Det blir aldrig som man tänkt sig» и «Allt jag lärt mej om livet (har jag lärt mej av Vera)». В этот же день в Хальмстаде было зафиксировано землетрясение. На официальной странице в Фейсбуке Гессле пошутил: «Проснулся от сотрясающегося мира вокруг меня в 5 часов утра. Наверное это Мике Зюд[10] репетирует в Харплинье (пригород Хальмстада).». Однако, один из поклонников музыканта ответил на эту запись: «Нашел в Твиттере такой пост — „Не страшно, что в Хальмстаде землетрясение. Страшно, что Гессле потом напишет об этом песню“.»[11],[12],[13]
- Композиция «Det blir aldrig som man tänkt sej» ранее была известна как «Är det jag», которая в свою очередь была написана в 1970-е, демоверсия этой песни датируется 9 июля 1979 года.[11]
- В книге «Att vara Per Gessle» на стр. 270 есть упоминание о том, что песня «Knallpulver» не вошла в альбом «En händig man» (2007). Несмотря на это, во многих интервью Пер Гессле заявлял, что между альбомом «Finn 5 fel!» (2004) и планирующимся к выходу в 2013 году, есть большая разница. Она состоит в том, что треть песен для «Finn 5 fel!» это песни, не вошедшие на его сольную пластинку «Mazarin» (2003). Но для нового альбома все песни были написаны специально.[11]

## Гастрольный тур 2013 года по Швеции
Тур не получил официального названия. Вместо него в прессе, на афишах и даже билетах фигурирует название #GTSOMMAR (швед. Sommar — лето) в виде тэга.
Список городов, в которых организуются живые выступления группы в поддержку альбома:
- 05-07-2013 Хальмстад — Marknadsplatsen — распродан полностью на третий день продаж билетов
- 07-07-2013 Люсекиль (англ.) — Gullmarsvallen
- 10-07-2013 Хельсингборг — Дворец Софиеру
- 12-07-2013 Гётеборг — Уллеви (ранее: Slottsskogsvallen)
- 13-07-2013 Мальмё — Стадион
- 15-07-2013 Роннебю (англ.) — Ronneby Brunn
- 17-07-2013 Линчёпинг — Stångebrofältet
- 19-07-2013 Карлстад — Mariebergsskogen
- 20-07-2013 Лександ (англ.) — Hembygdsgårdarna
- 21-07-2013 Эребру — Brunnsparken
- 24-07-2013 Кальмар — Fredriksskans
- 26-07-2013 Йёнчёпинг — Elmiafältet
- 27-07-2013 Стокгольм — Tele2 Arena
- 31-07-2013 Евле — Gasklockorna
- 02-08-2013 Сундсвалль — Konsertfest — Norrporten Arena
- 03-08-2013 Эрншёльдсвик — Strandparken
- 07-08-2013 Хальмстад — Marknadsplatsen
- 09-08-2013 Шёвде — Karstorps Fritidsområde
- 10-08-2013 Эскильстуна — Sundbyholms Slott

Линне́я Хе́нрикссон, 26-летняя певица из Хальмстада (родного города Gyllene Tider), будет выступать на разогреве перед началом концерта группы. Певица выпустила альбом Till mina älskade och älskare, который добился золотой сертификации в Швеции. В 2010 году она участвовала в телевизионной передаче Swedish Idol и по её итогам заняла четвёртое место. В январе 2013 года ей была вручена награда «Артист года» по версии P3 Guld Awards.
Через год после тура был выпущен DVD с записью концерта в Гётеборге под названием «Dags att tänka på konserten».

## Soldans på din grammofon
До начала тура, 3 июля 2013 года был выпущен очередной, шестой по счету в официальной дискографии, сборник лучших песен группы. Название взято из строчки песни «Juni, Juli, Augusti», популярного хита Gyllene Tider. По заверению Пера Гессле, этот сборник будет продаваться в большинстве своем в магазинах на автозаправочных станциях.
Издание вышло в виде двойного CD (14+14 песен), а также в формате double-LP (12+12 песен) + 7" singl (4 песни).
Список песен:
CD #1

1. Sommartider

2. Gå & fiska!

3. En sten vid en sjö i en skog

4. Flickorna på TV2

5. (Dansar inte lika bra som) Sjömän

6. När vi två blir en

7. Det hjärta som brinner

8. (Kom så ska vi) Leva livet

9. Det är över nu

10. Kung av sand

11. Marie i växeln

12 Tylö Sun

13. Tuffa tider (för en drömmare)

14. Billy

CD #2

1. Skicka ett vykort, älskling!

2. Juni, Juli, Augusti

3. Flickan i en Cole Porter-sång

4. Ljudet av ett annat hjärta

5. (Hon vill ha) Puls

6. Småstad

7. Ska vi älska, så ska vi älska till Buddy Holly

8. Vandrar i ett sommarregn

9. Faller ner på knä

10. När alla vännerna gått hem